# 平恩公主
平恩公主（?—?），唐朝公主，又称恩平公主，是中国唐朝第十代皇帝唐顺宗李诵的第二十二女。她的生母不详，史书仅仅记载了她的封号平恩公主。唐文宗大和三年（829年），与浔阳公主、邵阳公主一起出家为道士。  